# Suchdol (Křimov)
Suchdol (německy Dörnthal) je vesnice v Krušných horách v okrese Chomutov. Nachází se asi 7,5 kilometrů severozápadně od Chomutova v nadmořské výšce okolo 665 metrů. Byla založena ve třináctém století a většinu své existence patřila k chomutovskému panství. Po zrušení poddanství se stala samostatnou obcí, ale od roku 1950 je částí obce Křimov. V roce 2011 v Suchdole žilo sedmnáct obyvatel.

## Název
Název Suchdol je zkrácenou variantou jména Suchý Důl. V historických pramenech se jméno vesnice vyskytuje ve tvarech: Durrental (1281), Dunthal (1560) Dürnthal (1563), Dyrntol (1606), Dörnthal (1651), Dürenthal (1654), Dörnthal (1713), Dirnthal (1720) nebo Dörnthal (1846).

## Historie
První písemná zmínka o Suchdolu pochází z roku 1281, kdy Chotěbor z Račic odkázal řádu německých rytířů z chomutovské komendy řadu vesnic spolu s jejich rychtami, právy a pozemky. Nacházel se na severním okraji tzv. Křimovského újezdu osídlovaného během třináctého století. Centrem vesnice je pramenná pánev, okolo které byly ve tvaru písmenu U postaveny usedlosti s navazující radiální plužinou.

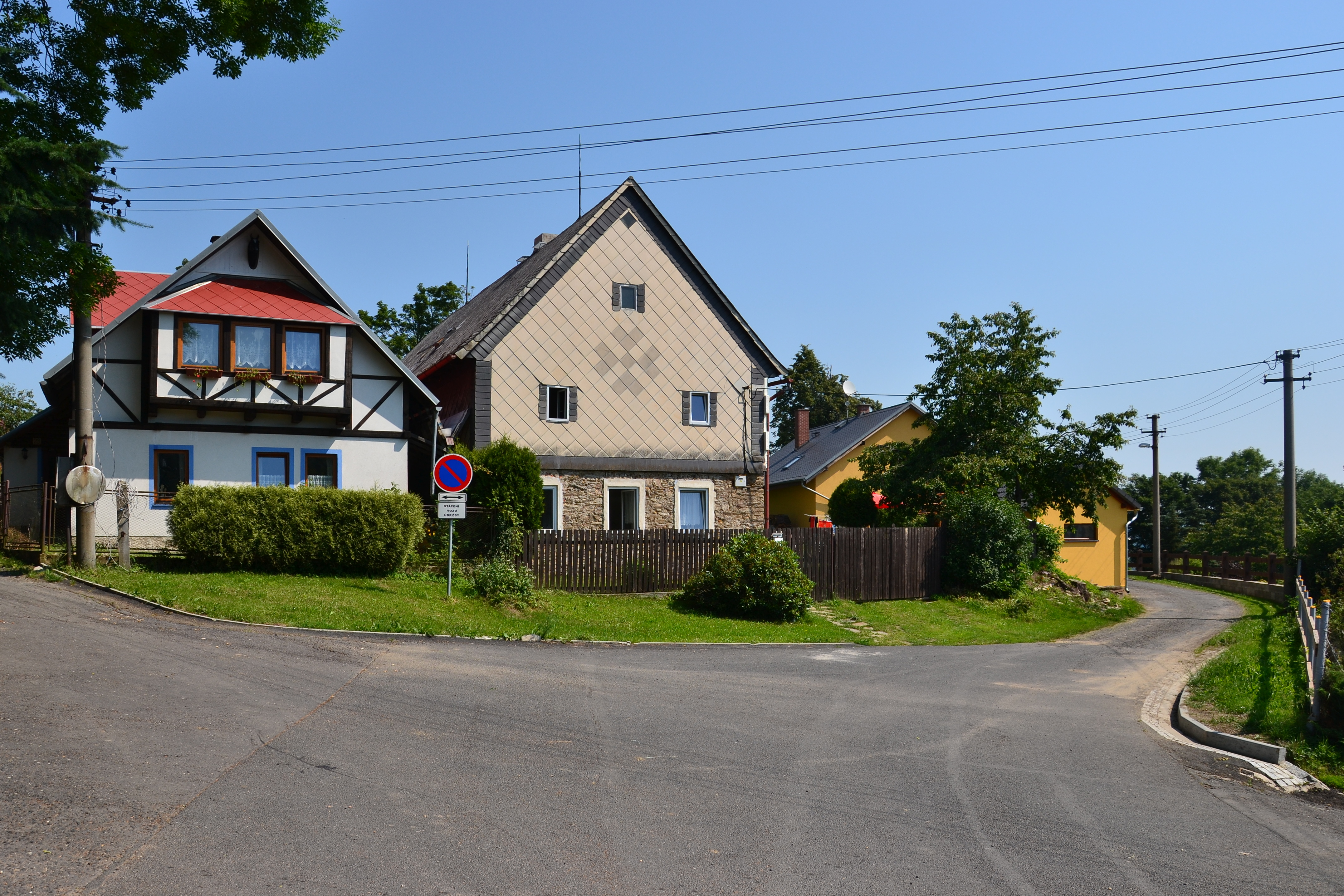
Náves

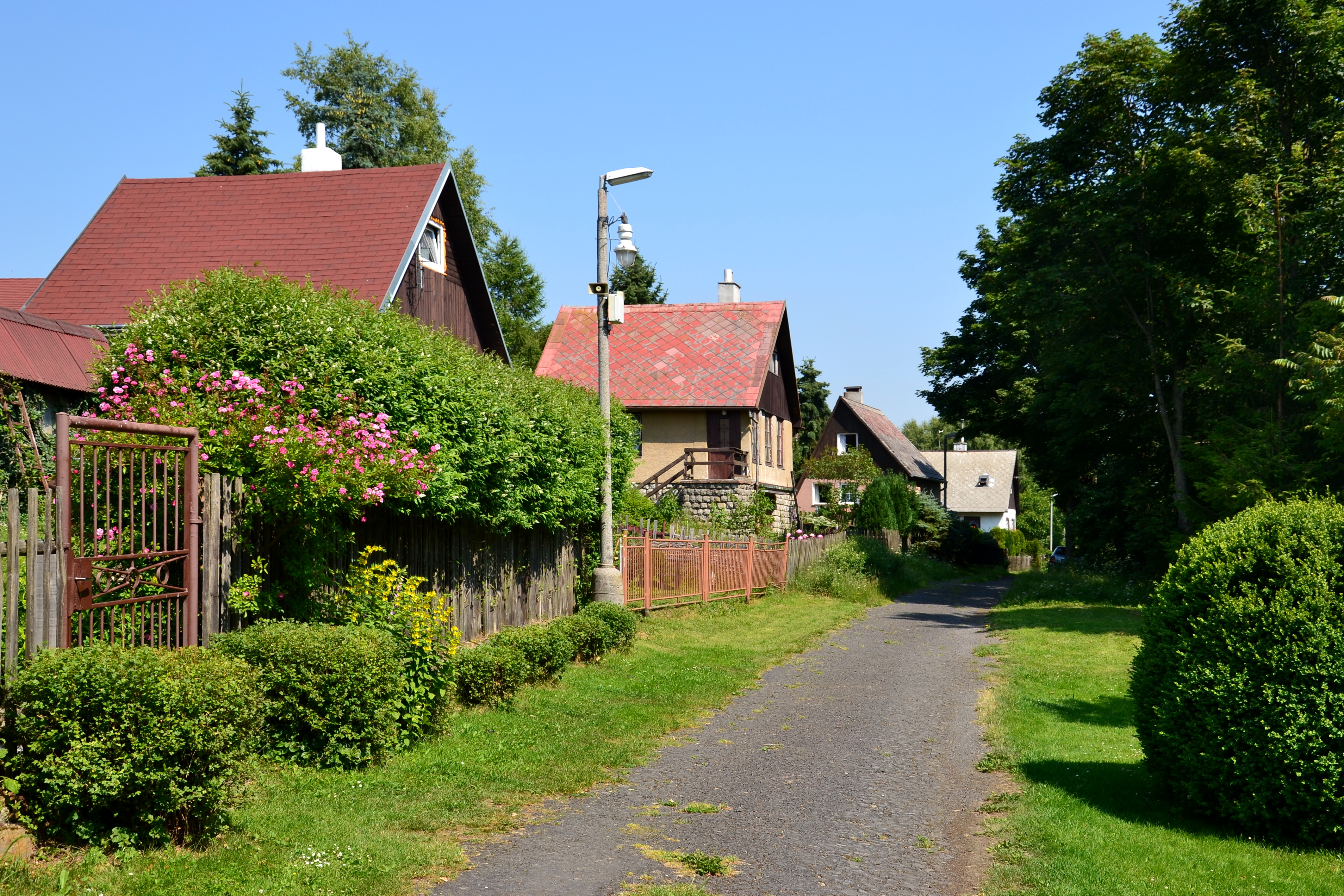
Chaty u cesty k Křimovské přehradě

Od konce třináctého století patřila vesnice k chomutovskému panství. Chomutovský urbář v ní roku 1560 uvádí osm poddaných, kteří v rámci svých robotních povinností museli opravovat cesty a mosty a pracovat při kácení stromů a plavení dřeva nebo kosit louky. Poté, co se Chomutov v roce 1605 vykoupil z poddanství, se Suchdol stal součástí městského statku spravovaného z Krásné Lípy. Za účast na českém stavovském povstání byl tento statek městu zabaven, ale již v roce 1627 mu byl navrácen. Podle Berní ruly z roku 1654 ve vesnici nežil žádný sedlák, ale pouze osm chalupníků, kterým patřilo čtrnáct potahů, 26 krav, 36 jalovic, čtyři prasata a dvacet koz.
Hlavním zdrojem obživy bylo zemědělství, zejména pěstování žita, ovsa, tuřínu, zelí a lnu. Na konci devatenáctého století ve vsi fungovaly dvě hospody, mlýn a pracovali tři tesaři, truhlář a tři zedníci. Lidé si přivydělávali dřevorubectvím nebo domácí výrobou krajek a ozdobných prýmků. Na návsi bývala jediná studna, která napájela malý rybník přebudovaný na požární nádrž. Roku 1872 byla dokončena železniční trať Chomutov–Vejprty a na jižním okraji vesnice na ní byla postavena železniční zastávka.
Jedinou významnější událostí druhé světové války byl letecký útok hloubkařů na vojenský transport, jehož oběti byly pohřbeny na okolních loukách. Po vysídlení Němců na konci války se do vylidněné vesnice nastěhovali noví obyvatelé ze Slovenska. Počet obyvatel však postupně klesal a vesnice se měnila na rekreační osadu. Počátkem devadesátých let dvacátého století v ní trvale žili pouze dva lidé.

## Přírodní poměry
Suchdol leží v katastrálním území Suchdol u Křimova o rozloze 3,07 km² v Ústeckém kraji asi 1,6 kilometru severovýchodně od Křimova a 7,5 kilometrů severozápadně od Chomutova.
Geologické podloží je tvořené prekambrickými dvojslídnými a biotitickými rulami. V geomorfologickém členění Česka oblast leží v geomorfologickém celku Krušné hory, podcelku Loučenská hornatina a okrsku Přísečnická hornatina. Nejvyšší bod území se nachází nedaleko vrcholu vrchu Chlum (762 m) v nadmořské výšce okolo 756 metrů, zatímco nejnižším bodem je hladina Chomutovky v Bezručově údolí mezi Druhým a Třetím Dolským Mlýnem. Samotná vesnice stojí ve výšce 630–685 metrů. Z půd převažují podzoly, ale pod samotnou vesnicí a v jejím nejbližším okolí se vyskytují také kambizemě. Významnou vodní plochou je vodní nádrž Křimov na Křimovském potoce. Ten se u Třetího Dolského Mlýna vlévá do Chomutovky, která tvoří severní hranici katastrálního území. Celá oblast leží na území přírodního parku Bezručovo údolí a svou severní částí také zasahuje do přírodní památky Bezručovo údolí.

## Obyvatelstvo
Při sčítání lidu v roce 1921 zde žilo 102 obyvatel (z toho 50 mužů), kteří byli kromě šesti cizinců německé národnosti a s výjimkou jednoho evangelíka patřili k římskokatolické církvi. Podle sčítání lidu z roku 1930 měla vesnice 96 obyvatel: čtyři Čechy a 92 Němců. Jeden z nich byl evangelík, jeden bez vyznání a ostatní se hlásili k římskokatolické církvi.
|                                                                      | 1869 | 1880 | 1890 | 1900 | 1910 | 1921 | 1930 | 1950 | 1961 | 1970 | 1980 | 1991 | 2001 | 2011 | 2021 |
| -------------------------------------------------------------------- | ---- | ---- | ---- | ---- | ---- | ---- | ---- | ---- | ---- | ---- | ---- | ---- | ---- | ---- | ---- |
| Obyvatelé                                                            | 107  | 124  | 111  | 117  | 84   | 102  | 96   | 39   | 33   | 22   | 11   | 2    | 6    | 17   | 43   |
| Domy                                                                 | 17   | 21   | 22   | 22   | 18   | 19   | 19   | 19   | —    | 7    | 4    | 14   | 2    | 6    | 26   |
| Počet domů z roku 1961 je zahrnut v celkovém počtu domů obce Křimov. |      |      |      |      |      |      |      |      |      |      |      |      |      |      |      |

## Obecní správa
Roku 1850 se Suchdol stal samostatnou obcí, ale vzhledem k nízkému počtu obyvatel byl roku 1950 připojen jako část obce ke Křimovu. K vesnici patřil také Třetí Mlýn (německy Dörrmühle, Dreiwassermühle) v Bezručově údolí.
Při volbách do obecních zastupitelstev konaných 22. května 1938 v Suchdole žilo 62 voličů. Volby však neproběhly, protože kandidátní listinu podala pouze Sudetoněmecká strana, která se tak automaticky stala vítězem voleb.

## Doprava
Suchdol se nachází na konci krátké silnice III/00730, která odbočuje ze silnice III/25114 mezi Křimovem a Dominou. U jejich křižovatky stojí zastávka linkové autobusové dopravy. Podél jižního okraje vesnice vede železniční trať se zastávkou Křimov-Suchdol, ale v jízdním řádu 2015/2016 ji obsluhovaly pouze dva páry vlaků o víkendech v období od května do září.

## Pamětihodnosti
Na návsi se dochoval kamenný kříž. Od roku 1876 na ní stávala také novorománská kaple se zvonicí. V šedesátých letech dvacátého století se začala využívat pro skladování sena a později byla přestavěna na rekreační chatu.

## Osobnosti
V Suchdole se narodil astronom a matematik Adam Bittner (1777–1844).